# 佩德羅·阿雷克索
佩德羅·阿雷克索（1901年8月1日—1975年3月3日），巴西政治家。於1967年至1969年期間成為巴西副總統。
| 前任： 若澤·馬利亞·奥克明 | 巴西副总统 1967年－1969年 | 繼任： 奧古斯托·拉德馬克 |